# Sarcedo
Sarcedo település Olaszországban, Veneto régióban, Vicenza megyében. Lakosainak száma 5299 fő (2023. január 1.). Sarcedo Breganze, Fara Vicentino, Montecchio Precalcino, Thiene, Villaverla és Zugliano községekkel határos.

## Népesség
A település népességének változása:
| Lakosok száma | 5272 | 5274 | 5299 |
|               | 2017 | 2018 | 2023 |